# Radomir Vešović
Radomir Vešović (cirílico serbio: Радомир Вешовић) fue un militar y político montenegrino y yugoslavo. Vešović nació en el pueblo de Lopate en el condado montenegrino de Lijeva Rijeka, en una familia cuyos miembros masculinos eran tradicionalmente oficiales militares. Completó la educación militar en Italia en 1890 como el primer miembro de la tribu Vasojevići que recibió educación militar formal. En 1911 fue nombrado comandante de la brigada Vasojević, con grado de brigadier.
Al comienzo de la Primera Guerra Balcánica, fue comandante del grupo de brigadas montenegrinas que capturaron a Plav, Gusinje, Dečani y Đakovica de los otomanos, lo que le valió el rango de General. Continuó su compromiso de guerra al participar en el sitio montenegrino de Scutari, donde resultó herido dos veces. Mostró un coraje excepcional que le valió una medalla Obilić de oro. 
A fines de 1913, Vešović fue nombrado gobernador de Metohija (el comandante supremo de la administración militar y civil del área divisional de Đakovica), donde también se lo conoció como la mano firme. En 1913 fue ascendido a comandante del destacamento serbio antiguo hasta que se convirtió en Ministro de Guerra del Reino de Montenegro en el período 1913-1915.
Después del comienzo de la Primera Guerra Mundial y contra la orden del rey montenegrino Nicolás, Vešović capturó Scutari el 27 de junio de 1915, a pesar de la oposición de Entante y a espaldas del mando supremo serbio. Durante la ocupación austrohúngara de Montenegro, Vešović fue el principal organizador del levantamiento general planeado contra las fuerzas de ocupación planeado para Vidovdan 1916 o para la fiesta de San Pedro. Los planes fueron descubiertos y el gobierno de ocupación envió una patrulla para arrestar a Vešović. Vešović escapó después de matar a un oficial austrohúngaro y se unió a las fuerzas rebeldes guerrilleras chetniks en la región del norte de Montenegro y Metohija. No participó en sus acciones y en enero de 1918 se rindió después de recibir garantías de que le perdonarían la vida si participaba en la campaña austrohúngara para convencer a los comitadji irregulares de que detuvieran sus acciones. Vešović aceptó hacerlo y perdió lo que le quedaba de prestigio, antes de ser internado en Austria. 
Después de la Primera Guerra Mundial y la unificación de Montenegro y Serbia, Vešović fue uno de los cuatro generales del antiguo ejército montenegrino que fue aceptado como general del nuevo Ejército del Reino de los Serbios, Croatas y Eslovenos, recibiendo el rango de General de División. Siendo un firme partidario de la dinastía montenegrina Petrović, se negó a prometer su lealtad a la dinastía Karađorđević, lo que junto con un discurso que pronunció en Andrijevica resultó en su arresto en 1919 y juicio en Zemun en 1921.

## Primeros años de vida
Vešović nació en una familia cuyos miembros masculinos, incluido su padre Luka, habían sido tradicionalmente oficiales militares. Completó la escuela primaria en Lijeva Rijeka y asistió a la escuela secundaria en Cetiña durante cinco años. En 1887 fue seleccionado para asistir a una educación militar superior en Italia, que completó con excelente éxito. Vešović fue el primer miembro de Vasojevići que completó la educación militar formal de un oficial en 1890.

## Carrera militar tempana
En 1908, Vešović informó a su mando supremo sobre la gran frustración de la población albanesa debido al aumento de impuestos. En el mismo año, Vešović fue acusado oficialmente de emprender acciones hacia Berane nahiyah que podrían provocar la guerra con el Imperio Otomano. Presuntamente fue responsable de cortar los cables del telégrafo y distribuir granadas de mano entre la población de Berane. La investigación oficial concluyó que no era culpable. Según algunas fuentes, las falsas acusaciones fueron el resultado de la animosidad entre Vešović y el voivoda Lakić Vojvodić, que competía con Vešović por el prestigio en Vasojevići. En 1910 se le concedió el grado de brigadier. Desde 1911, Vešović fue comandante de la brigada Vasojević.

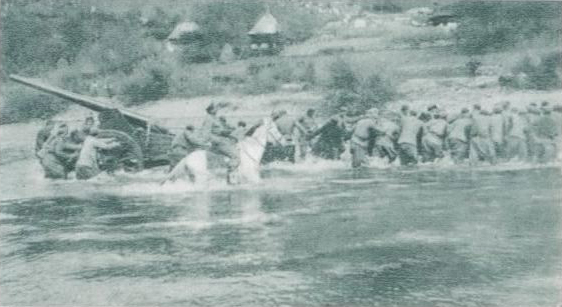
Junto con la unidad de artillería montenegrina, Vešović cruza el río Lim a caballo, octubre de 1912

## Primera Guerra Balcánica
En octubre de 1912, al comienzo de la Primera Guerra Balcánica, fue comandante del grupo de brigadas montenegrinas que capturaron Plav y Gusinje de manos de los otomanos. Después de la batalla, que se interpretó entre la población de Trijebač como una venganza por la Batalla de Novšiće, Vešović capturó Greben y Lipovica sobre Gusinje y creó una posición para atacar los flancos otomanos en Metohija.
La mayor parte de la guarnición de Đakovica huyó a Krasniqe. Según algunas fuentes, el ejército comandado por Vešović saqueó la población de Đakovica. El 24 de octubre, Vešović informó que tomó la mitad de su ejército y fue a desarmar a la tribu Krasniqe, que comenzó a organizarse junto con las fuerzas en retirada de Đakovica. Como no pudo desarmar a los miembros de la tribu Krasnići que vivían en unas 800 casas, cada uno con al menos dos cañones Mauser, no se atrevió a avanzar más, dejando una gran amenaza potencial detrás de sus flancos. 
El 1 de noviembre de 1912 Vešović fue ascendido al rango de General. Vešović participó en el asedio montenegrino de Scutari, donde fue herido dos veces, mostrando un coraje excepcional que le valió una medalla Obilić de oro y el apodo de caballero de Brdanjolt (serbio: витез од Брдањолта).
A fines de 1913, Vešović fue nombrado gobernador de Metohija (comandante supremo de la administración militar y civil del área divisional de Đakovica), conocido como mano firme. Dado que las escuelas católicas en los territorios recién capturados se percibían como centros de propaganda austrohúngara, Vešović las cerró y ordenó que todos los niños asistieran a escuelas públicas gubernamentales. 
Vešović fue comandante del destacamento serbio antiguo hasta 1915, cuando fue nombrado Ministro de Guerra.

## Primera Guerra Mundial

### Captura deShkodër
Contra la orden del rey montenegrino Nicolás, Vešović capturó Scutari el 27 de junio de 1915, a pesar de la oposición de Entante y a espaldas del mando supremo serbio e incluso de su propio jefe de Estado Mayor, Božidar Janković.
Según algunas fuentes, Vešović intentó sin éxito retirarse sobre Albania antes de que las fuerzas de Austria-Hungría ocuparan todo Montenegro, permaneciendo con su personal en Vraka.

### Planes de levantamiento
Al comienzo de la ocupación de Montenegro por Austria-Hungría a principios de 1916, Vešović fue el principal organizador del levantamiento general planeado contra las fuerzas de ocupación. Según informes de fuentes de ocupación, el levantamiento estaba planeado para Vidovdan o para la fiesta de San Pedro. Según Rakočević, los planes de levantamiento de Vešović se basaron en la esperanza de que los aliados pronto avanzarían desde Tesalónica, de lo contrario, él mismo renunciaría a cualquier plan de rebelión.
Los planes fueron descubiertos y los principales organizadores, incluido Vešović, arrestados. Cuando los soldados austriacos arrestaron a Vešović y lo condujeron desde su pueblo de Bukova Poljana hacia Kolašin, aprovechó la primera oportunidad para matar al teniente austriaco cerca de Mateševo y escapar al bosque junto con sus hermanos Pavić y Novica. Las autoridades de ocupación tomaron medidas punitivas y preventivas después de este evento y tomaron como rehenes a todos los miembros masculinos de la familia Vešović y muchos de sus amigos notables, incluido Janko Vukotić. Comenzaron con el internamiento masivo de la población montenegrina. Eventualmente mataron a su hermano Vlajko después de este evento, e internaron a sus dos hijas, Desanka y Zorka, quienes fueron las primeras de muchas mujeres montenegrinas internadas durante la Primera Guerra Mundial.
Vešović se unió a unidades irregulares (comitadji) que lucharon contra las fuerzas de ocupación y se escondieron en sus filas, sin participar realmente en sus acciones. Las autoridades austrohúngaras mantuvieron hasta 45.000 soldados en Montenegro y utilizaron fuerzas adicionales compuestas por musulmanes y albaneses para luchar contra los chetas de comitiadji. Instaron a Vešović a rendirse y garantizaron que le perdonarían la vida. Vešović se cansó de esconderse en diferentes grupos guerrilleros y decidió rendirse el 1 de enero de 1918. Después de rendirse, Vešović siguió los deseos del gobernador de Montenegro y comenzó una campaña para convencer a los comitadji irregulares de que detuvieran sus acciones, lo que resultó en la pérdida de lo que quedaba de su prestigio. Cuando las autoridades se dieron cuenta de que no podían utilizarlo para sus fines, internaron a Vešović cerca de Graz.

## Después de la Primera Guerra Mundial
Después de la Primera Guerra Mundial y la unificación de Montenegro y Serbia, Vešović fue uno de los cuatro generales del antiguo ejército montenegrino que fue aceptado como general del nuevo Ejército del Reino de los Serbios, Croatas y Eslovenos. A principios de 1919 fue enviado a servir en el Comando del III ejército en Skopie, con grado de General de División.
Siendo un firme partidario de la dinastía montenegrina Petrović, se negó a prometer su lealtad a la dinastía Karađorđević, lo que junto con un discurso que pronunció en Andrijevica resultó en su arresto en 1919 y juicio en Zemun en 1921. Según algunas fuentes, planeó un levantamiento que dependería de Italia contra la dinastía Karađorđević y a favor del ex rey montenegrino Petrović.
A principios de la década de 1920, los periódicos yugoslavos Vešović fueron considerados líderes de los federalistas montenegrinos en las elecciones para el parlamento estatal, hasta que presentaron listas finales de candidatos en las que Vešović era candidato por el condado de Andrijevica, mientras que el líder de la lista era Mihailo Ivanović. Vešović intentó designar su lista para Peć (condado de Metohija) y el condado de Berane, pero no logró obtener el apoyo suficiente de la población local. Entre los partidarios de los federalistas montenegrinos, fue particularmente popular entre los ex oficiales militares del Ejército Real de Montenegro. Vešović era una personificación de esta parte de la población, insatisfecha con su trato en el ejército recién formado, que exigía sus derechos.

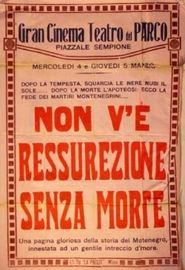
Vešović fue uno de los personajes principales de la película muda de 1922 No hay resurrección sin muerte.

## Legado
Vešović fue uno de los personajes serbios más importantes de la poesía albanesa, además de Marko Miljanov y Savo Lazarević.
Vešović fue uno de los personajes principales de una película muda titulada No hay resurrección sin muerte (en serbio: Vaskrsenja ne biva bez smrti) que se estrenó el 14 de abril de 1922 en Volturno, Roma.
En julio de 1941, durante la represión del Levantamiento en Montenegro, los líderes de los irregulares albaneses los inspiraron a matar y saquear lugares poblados en la región de Vasojevići, recordándoles cómo Vešović saqueó muchos pueblos del norte de Albania durante su ataque a Shkodër en la Primera Guerra Balcánica.
En 2001, RTCG produjo un drama documental Sudjenje djeneralu Vesovicu (transl. Juicio to General Vešović) dirigido por Gojko Kastratović.